# Najeźdźca z Kaczogrodu
Najeźdźca z Kaczogrodu (ang. The Invader Of Fort Duckburg) – komiks Dona Rosy, 10. część serii Życie i czasy Sknerusa McKwacza.
Historię po raz pierwszy opublikowano w 1994 r. w duńskim czasopiśmie Anders And & Co.. Pierwsze polskie wydanie pochodzi z 2000 r.

## Fabuła
Akcja komiksu toczy się w 1902 r.
Sknerus McKwacz i jego siostry opuszczają Szkocję i przenoszą się do Stanów Zjednoczonych. Ich celem jest działka ziemi, kupiona przez Sknerusa od Kwakra Kwaczaka i położona niedaleko osady znanej jako Kaczogród.
Po przybyciu na miejsce Sknerus poznaje rodzinę Kwaczaków - krewnych Kwakra. Dowiaduje się od nich, że na działce znajduje się stary fort, zajmowany przez organizację Młodych Skautów. McKwacz, nie zamierzając tolerować nieproszonej gości na swojej ziemi, przegania Młodych Skautów i zaczyna przenosić do starego fortu swój majątek.
Młodzi Skauci decydują się powiadomić władze o tym, co zaszło. Wiadomość trafia do prezydenta Roosevelta. Ten, przerażony perspektywą biznesmena z zagranicy, który przejął fort na zachodnim wybrzeżu Stanów Zjednoczonych, decyduje się odeprzeć atak na czele Rough Riders.
W tym samym czasie Bracia Be dowiadują się, że Sknerus przeniósł się w pobliże Kaczogrodu i decydują się zemścić na nim za zdarzenia, opisane w komiksie Władca Missisipi.